# Serso
Serso (im lokalen Dialekt "Sers") ist eine Fraktion der Gemeinde Pergine Valsugana im Trentino, auf 545 m s.l.m..

## Geschichte
Die im 19. Jahrhundert gegründete Gemeinde Serso wurde 1928 mit Pergine vereint.

## Das Dorf
Das Dorf erhebt auf einem terrassierten Hang am rechten Ufer des Fersina, oberhalb von pergine und etwa 1,88 km vom Hauptort entfernt. Im Dorf finden sich zahlreiche historische Gebäude und wird von etwa 450 Bewohnern bewohnt.

## Sehenswürdigkeiten
- Georgskirche
Die Georgskirche liegt in den Weinbergen zwischen Serso und Viarago, Die Kirche, die vermutlich deutlich vor der ersten Erwähnung (1531) errichtet wurde, ist dem Dorfpatron Georg geweiht und vom Friedhof des Ortes umgeben. Sie war die Pfarrkirche für die Orte der Umgebung.

- Johannes-von-Nepomuk-Kirche
Die dem heiligen Johannes von Nepomuk geweihte Kirche im Zentrum von Serso wurde im 18. Jahrhundert errichtet und hat die Georgskirche als Pfarrkirche abgelöst.
- Archäologische Fundstätte
Etwas außerhalb von Serso wurden auf zwei Hügeln (daher der Name sito archeologico dei Montesei di Serso) Reste einer Siedlung gefunden, die etwa von 2.000 vor Christus bis zum 1. Jahrhundert vor Christus bewohnt war.
- Das Wasserkraftwerksmuseum von Serso
In Serso wird noch ein Wasserkraftwerk betrieben, das bereits 1893 am Rio Nero errichtet wurde, von den vier Turbinen, die 1924 in Betrieb genommen wurden, ist eine im angrenzenden Kraftwerksmuseum zu sehen, wo auch andere Gerätschaften und Fotos aus der Pionierzeit ausgestellt sind.